# Ramat Razi'el
Ramat Razi'el (hebrejsky רָמַת רָזִיאֵל, doslova „Razi'elova výšina“, v oficiálním přepisu do angličtiny Ramat Razi'el) je vesnice typu mošav v Izraeli, v Jeruzalémském distriktu, v Oblastní radě Mate Jehuda.

## Geografie
Leží v nadmořské výšce 743 metrů na zalesněném hřbetu Judských hor v Jeruzalémském koridoru. Severně od vesnice spadá terén do hlubokého údolí vodního toku Nachal Ksalon s přítokem Nachal Razi'el, který do Nachal Ksalon vybíhá západním směrem od vesnice, na jihu je rovněž hluboké údolí s potokem Sorek. Východně od mošavu stojí hora Har Tajasim, západně od vesnice Har Šefi.
Obec se nachází 40 kilometrů od břehu Středozemního moře, cca 44 kilometrů jihovýchodně od centra Tel Avivu a cca 15 kilometrů západně od historického jádra Jeruzalému. Ramat Razi'el obývají Židé, přičemž osídlení v tomto regionu je etnicky převážně židovské. Pouze 5 kilometrů severovýchodně odtud ale leží město Abu Goš, které obývají izraelští Arabové stejně jako nedaleké vesnice Ajn Nakuba a Ajn Rafa.
Ramat Razi'el je na dopravní síť napojen pomocí lokální silnice číslo 395. Údolím Soreku vede železniční trať Tel Aviv-Jeruzalém, která tu ale nestaví.

## Dějiny
Ramat Razi'el byl založen v roce 1948. Pojmenován je podle Davida Raziela, který byl velitelem židovských jednotek Irgun a byl zabit při bojové akci v Iráku roku 1941.
Ke zřízení mošavu došlo 10. října 1948, tedy ještě během války za nezávislost, kdy Jeruzalémský koridor ovládla izraelská armáda a kdy došlo k vysídlení většiny zdejší arabské populace. Zakladateli vesnice byli členové jednotek Irgun. Ti byli později nahrazeni skupinou židovských přistěhovalců z Evropy. V 90. letech 20. století prošla vesnice stavební expanzí.

## Demografie
Podle údajů z roku 2014 tvořili naprostou většinu obyvatel v Ramat Razi'el Židé (včetně statistické kategorie "ostatní", která zahrnuje nearabské obyvatele židovského původu, ale bez formální příslušnosti k židovskému náboženství).
Jde o menší obec vesnického typu s dlouhodobě rostoucí populací. K 31. prosinci 2014 zde žilo 638 lidí. Během roku 2014 populace stoupla o 0,5 %.
| Rok            | 1948 | 1961 | 1972 | 1983 | 1995 | 2001 | 2003 | 2004 | 2005 | 2006 | 2007 | 2008 | 2009 | 2010 | 2011 | 2012 | 2013 | 2014 |
| -------------- | ---- | ---- | ---- | ---- | ---- | ---- | ---- | ---- | ---- | ---- | ---- | ---- | ---- | ---- | ---- | ---- | ---- | ---- |
| Počet obyvatel | 7    | 113  | 160  | 256  | 322  | 370  | 392  | 425  | 428  | 448  | 474  | 516  | 558  | 578  | 601  | 614  | 635  | 638  |